# Adam Olejniczak (artysta)
Adam Olejniczak (ur. 29 marca 1967 Szczecinie) – artysta plastyk, wykładowca akademicki.

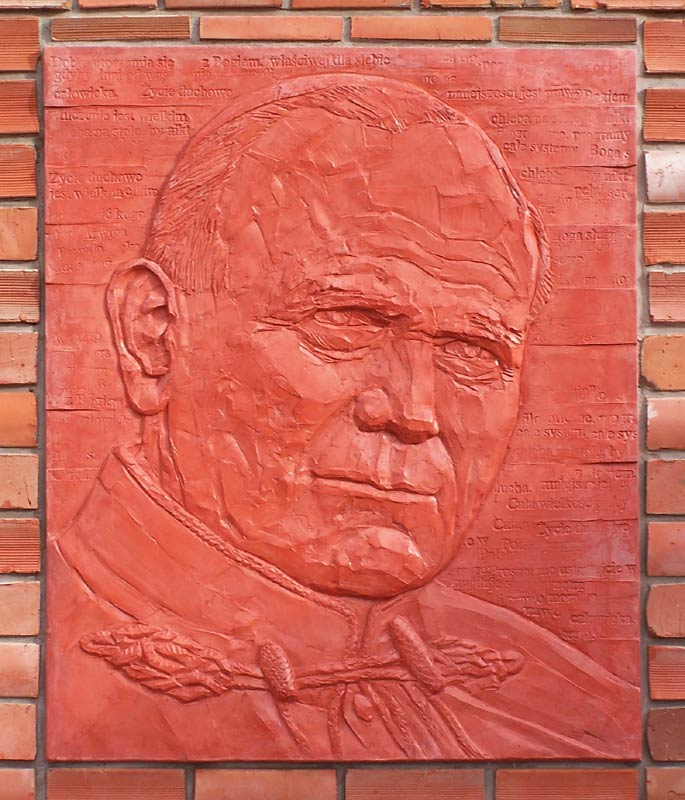
Płaskorzeźba autorstwa Adama Olejniczaka w Bibliotece Świętego Pielgrzyma w Głogowie

W 1993 roku uzyskał dyplom Państwowej Wyższej Szkoły Sztuk Pięknych w Poznaniu na Wydziale Malarstwa Grafiki i Rzeźby, w pracowni profesora Wojciecha Müllera. Między 1993 a 1995 współpracownik Muzeum Sztuki w Łodzi (projekty edukacyjno-artystyczne). Po tym okresie, do 2003 roku, asystent prof. Eugeniusza Józefowskiego w Pracowni Edukacji Twórczej w Instytucie Sztuki i Kultury Plastycznej Uniwersytetu Zielonogórskiego. Stopień doktora sztuki uzyskał 10 czerwca 2003 roku na Wydziale Komunikacji Multimedialnej w ASP w Poznaniu. Był pracownikiem PWSZ w Głogowie oraz AHE w Łodzi. Habilitował się w 2020. Jest adiunktem Wydziału Grafiki Akademii Sztuki w Szczecinie. Prowadzi pracownię druku płaskiego na Akademii Sztuki w Szczecinie.
W kręgu zainteresowań twórczych artysty znajdują się: edukacja artystyczna, działania twórcze (obiekt artystyczny, grafika warsztatowa, ceramika) oraz warsztaty artystyczne. Jest jednym ze współautorów Biblioteki Świętego Pielgrzyma – architektonicznego pomnika Jana Pawła II odsłoniętego w 2006 roku w Głogowie.
Od 1994 roku należy do InSEA (International Society for Education through Art), również członek zarządu Towarzystwa.